# Nicholas Casey
Nicholas Casey es un periodista estadounidense que ha trabajado para The Wall Street Journal y The New York Times. Ha sido corresponsal extranjero en Latinoamérica, al igual que en Israel, y fue galardonado con el Premio George Polk en 2016. Actualmente es jefe de oficina de The New York Times en Madrid.

## Educación
En 2000 Casey asistió al programa Quest Scholars, y en 2005 se graduó en la Universidad de Stanford con un título en antropología. Su trayectoria del campo en el extranjero lo llevaron a convertirse en un corresponsal extranjero.

## Carrera
NIcholas Casey trabajó por ocho años en The Wall Street Journal, donde fue corresponsal en América Latina, México (donde cubrió la lucha contra el narcotráfico), e Israel (donde vivió por más de un año y cubrió el conflicto de Gaza de 2014). Más adelante trabajó para The New York Times, donde fue jefe de oficina de Los Andes, cubrió Venezuela (siendo galardonado con el Premio George Polk por su trabajo) y Colombia, país que tuvo que abandonar debido a amenazas tras la publicación de un artículo sobre los falsos positivos del ejército colombiano.
En enero de 2021 fue asignado como jefe de la oficina en Madrid, cubriendo España, Portugal y Marruecos.